# Beka (osada)
Beka (kaszb. Beka, niem. Beka) – dawna kaszubska osada rybacka w Polsce położona w województwie pomorskim, w powiecie puckim, w gminie Puck nad Bałtykiem u dawnego ujścia Redy. Osada opustoszała po II wojnie światowej i jest niekiedy określana przez media jako kaszubska Atlantyda. Pozostały po niej kamienne fundamenty domów, a jej miejsce wyznacza drewniany krzyż ustawiony w pobliżu kępy drzew na brzegu Zatoki Puckiej.
W latach 1975–1998 miejsce administracyjnie należało do województwa gdańskiego.

## Toponimia
Nazwa osady prawdopodobnie pochodzi od kaszubskiego określenia harpuna, którego używano do zabijania fok, uważanych wówczas za szkodniki.
 

## Historia

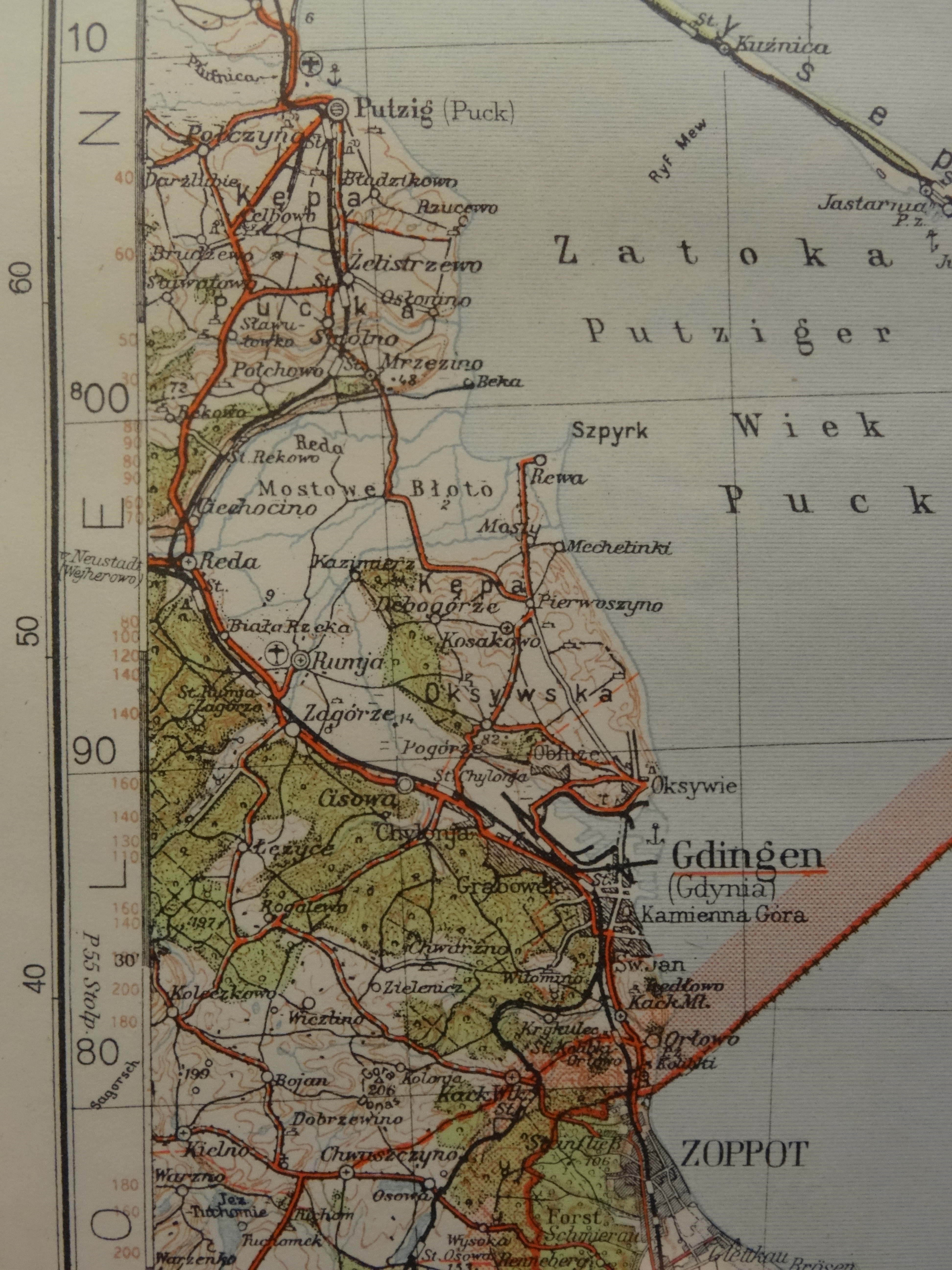
Beka na niemieckiej mapie sztabowej, przed 1939

Pierwsze wzmianki o osadzie pochodzą z XVI wieku, kiedy to opisano znajdujący się niedaleko Osłonina skład drewna przy ujściu rzeki Redy. Z czasem zaczęły się przy nim pojawiać budynki o kamiennych fundamentach, które nie przetrwały do dziś. W XIX wieku płynący przez osadę jeden z cieków rzeki Redy uregulowano, tworząc kanał biorący swoją nazwę od osady. Od tego momentu zatrzymał się proces nanoszenia przez rzekę materiału skalnego, który do tej pory łagodził skutki abrazji. W 1921 roku w osadzie spotkać można było 2 mieszkańców trudniących się rybołówstwem i 2 zarejestrowane łodzie wiosło-żaglowe. W 1959 roku w wiosce rybackiej wybuchł pożar, którego skutkiem było zniszczenie zabudowań i całkowite wyludnienie tego miejsca. Dalszego procesu zniszczenia pozostałości śladów działalności człowieka dokonała przyroda. W ciągu około 50 lat od pożaru brzeg morza przesunął się w stronę osady o około 96-98 metrów, czyniąc sztormy niebezpiecznym żywiołem dla ruin osady. Obecnie jedynymi pozostałościami po osadzie są kamienne fundamenty chałup na brzegu morza i nieliczne drzewa, niegdyś ocieniające domostwa

## Środowisko naturalne
Osada znajduje się na terenie rezerwatu będącego częścią obszaru Natura 2000, w którym można spotkać wiele rzadkich gatunków ptaków i halofilną roślinność.